# Ennak (Ailinglaplap)
Ennak (auch: Eniak Island, Enujak, Koddo Island, Koddo-tō, Koto) ist eine Insel des Ailinglaplap-Atolls in der Ralik-Kette im ozeanischen Staat der Marshallinseln (RMI). Das Motu trägt teilweise den gleichen Namen wie ein anderes Motu im selben Atoll: Ennak.

## Geographie
Das Motu liegt im Südwestsaum des Riffs zwischen Woja im Norden und Lek im Osten. Das Motu ist mittlerweile durch einen schmalen Landstreifen mit Lek verbunden.

## Klima
Das Klima ist tropisch heiß, wird jedoch von ständig wehenden Winden gemäßigt. Ebenso wie die anderen Orte der Ailinglaplap-Gruppe wird Ennak gelegentlich von Zyklonen heimgesucht.